# Аутине
Аутине (латыш. Autine) — одна из старинных земель Латвии, занимает западную часть более крупной историко-культурной области Латгалия. Чётких границ не имеет. До начала германского вторжения в XIII Аутине представлял собой один из племенных округов, который входил в число православных данников Ерсикского княжества. После крестовых походов был подчинён Рижским архиепископом. Восстания местного населения (Аутинское восстание 1212 г.) против немецкого засилья были жестоко подавлены.